# Мармазов Євген Васильович
Євген Васильович Мармазов (14 червня 1938, Саратов) — член |КПУ; народний депутат України, член фракції КПУ (з грудня 2012), член Комітету з питань паливно-енергетичного комплексу, ядерної політики та ядерної безпеки (з грудня 2012); голова Спеціальної контрольної комісії з питань приватизації (з грудня 2012). Кандидат у члени ЦК КПУ в 1986—1990 р. Член ЦК КПУ в 1990—1991 р.

## Життєпис
Народився 14 червня 1938 (місто Саратов, Росія); росіянин; одружений; син Василь (1962) — юрист.

### Освіта
- Донецький гірничий технікум (1955-1959);
- Донецький політехнічний інститут (1965), інженер-електромеханік.

### Діяльність
- З 1959 — гірничий майстер тресту «Красногвардійськвугілля», інженер тресту «Куйбишеввугілля»; електрослюсар, інженер-конструктор тресту «Рутченковвугілля».
- З 1965 — перший секретар Кіровського райкому ЛКСМУ міста Донецька.
- 1968 — начальник зміни, помічник головного інженера з виробництва, з 1968 — секретар парткому шахтоуправління тресту «Рутченковвугілля».
- З 1970 — другий секретар Кіровського райкому КПУ міста Донецька; завідувач промислово-транспортного відділу Донецького міськкому КПУ; перший секретар Кіровського райкому КПУ міста Донецька.
- З 1976 — інспектор ЦК КПУ.
- З 6 травня 1987 — другий секретар, 16 квітня 1990 — серпень 1991 — перший секретар Кіровоградського обкому КПУ.
- 1988-1990 — депутат Верховної Ради УРСР 11-го скликання.

Член Парламентської асамблеї Ради Європи (з 1996).
Член ЦК КПУ (до вересня 1991). Червень 1993 — березень 1995 — секретар ЦК КПУ. Член президії ЦК КПУ (червень 1993 — червень 2003).

### Політична діяльність
Народний депутат України 1-го скликання з березня 1990 (1-й тур) до квітня 1994, Олександрійський виборчій округ № 235, Кіровоградська область. Член (з червня 1990), заступник голови Комісії у закордонних справах. Група «За соціальну справедливість». На час виборів: Кіровоградський обком КПУ, другий секретар. 1 тур: з'явилось 96.7 %, за 61.1 %. 1 суперник (28.2 %).
Народний депутат України 2-го скликання з квітня 1994 (2-й тур) до квітня 1998, Олександрійський виборчій округ № 234, Кіровоградська область, висунутий трудовим колективом. член Комітету у закордонних справах і зв'язках з СНД (1994—1995 — заступник голови). Член (уповноважений) фракції комуністів. На час виборів: ВР України, заступник голови Комісії у закордонних справах; член КПУ. 1-й тур: з'явилось 86.5 %, «за» 38.90 %. 2-й тур: з'явилось 82.1 %, «за» 56.80 %. 7 суперників (основний — Ганжа В. І., нар. 1953; Петрівська райрада народних депутатів, голова; 1-й тур — 16.34 %, 2-й тур — 34.12 %).
Березень 1998 — кандидат в народні депутати України, виборчій округ № 102, Кіровоградська область. З'явилось 74.5 %, «за» 22.0 %, 2 місце з 13 претендентів.
Народний депутат України 3-го скликання з березня 1998 до квітня 2002 від КПУ, № 30 в списку. На час виборів: народний депутат України, член КПУ. Перший заступник голови Комітету з питань паливно-енергетичного комплексу, ядерної політики та ядерної безпеки (липень 1998 — лютий 2000), заступник голови Комітету з питань паливно-енергетичного комплексу, ядерної політики та ядерної безпеки; член фракції КПУ (з травня 1998).
Квітень 2002 — кандидат в народні депутати України від КПУ, № 65 в списку. На час виборів: народний депутат України, член КПУ.
Народний депутат України 5-го скликання з квітня 2006 до листопада 2007 від КПУ, № 16 в списку. На час виборів: радник ТОВ "Група Енергетичний стандарт «Україна», член КПУ. Секретар Комітету з питань паливно-енергетичного комплексу, ядерної політики та ядерної безпеки (з липня 2006), член фракції КПУ (з квітня 2006).
Народний депутат України 6-го скликання з листопада 2007 до грудня 2012 від КПУ, № 14 в списку. На час виборів: народний депутат України, член КПУ. Член фракції КПУ (з листопада 2007), член Комітету з питань паливно-енергетичного комплексу, ядерної політики та ядерної безпеки (з грудня 2007), голова Спеціальної контрольної комісії Верховної Ради України з питань приватизації (з грудня 2007).
10 серпня 2012 року у другому читанні проголосував за Закон України «Про засади державної мовної політики», який суперечить Конституції України, не має фінансово-економічного обґрунтування і спрямований на знищення української мови. Закон було прийнято із порушеннями регламенту.
Один зі 148 депутатів Верховної Ради України, які підписали звернення до Сейму Республіки Польща з проханням визнати геноцидом поляків події національно-визвольної війни України 1942—1944 років.
Народний депутат України 7-го скликання з грудня 2012 від КПУ, № 10 в списку. На час виборів: народний депутат України, член КПУ.

## Нагороди
- Орден Трудового Червоного Прапора
- Орден Знак Пошани.
- Почесна Грамота Президії ВР УРСР.